# Воскресенское (Вожегодский район)
Воскресенское — село в Вожегодском районе Вологодской области.
Входит в состав Бекетовского сельского поселения (с 1 января 2006 года по 9 апреля 2009 года было центром Пунемского сельского поселения), с точки зрения административно-территориального деления — центр Пунемского сельсовета.
Расстояние до районного центра Вожеги по автодороге — 79 км, до центра муниципального образования Бекетовской по прямой — 19 км. Ближайшие населённые пункты — Никульская, Кропуфинская, Покровская, Андреевская, Курицино, Филатовская.
По переписи 2002 года население — 8 человек.